# Idanthyrsus manningi
Idanthyrsus manningi är en ringmaskart som beskrevs av Kirtley 1994. Idanthyrsus manningi ingår i släktet Idanthyrsus och familjen Sabellariidae. Inga underarter finns listade i Catalogue of Life.